# Mercedes-Benz W11
La sigla W11 identifica una piccola famiglia di autovetture di fascia alta prodotte dal 1929 al 1934 dalla Casa tedesca Mercedes-Benz. Da tale piccola famiglia sono strettamente derivati i veicoli commerciali W37 e W137, prodotti fino al 1936.

## Profilo e caratteristiche
L'esigenza della Casa tedesca di lanciare una vettura intorno ai 2.6 litri di cilindrata nacque dal fatto che oramai dal 1927 non era più in listino un modello di tale fascia, e precisamente dall'uscita di produzione della Typ 260 derivata dalla produzione Benz. Per contenere i costi si scelse di partire dall'autotelaio della 8/38 PS, sul quale venne montata una versione maggiorata del 2 litri M02, la cui cilindrata venne portata da 1988 a 2581 cm³ mediante rialesatura.
Fu così che nel 1929 si diede origine alla capostipite della famiglia W11, dalla quale sarebbero nati anche mezzi commerciali e militari.

### Mercedes-Benz 10/50 PS Typ 260 Stuttgart
Il primo modello appartenente alla famiglia W11 fu la 260, commercializzata come 10/50 PS Typ 260 e nota anche con l'appellativo Stuttgart, come avveniva anche per la contemporanea Typ 200 Stuttgart, evoluzione della 8/38 PS. Questo per evidenziare la stretta parentela tecnica tra i due modelli.
La 260 fu prodotta in diverse varianti di carrozzeria, dalla torpedo alla roadster, passando per due configurazioni di limousine (a 4 e a 6 posti) e per ben quattro diversi tipi di cabriolet. I prezzi erano compresi tra 6.500 e 10.600 marchi.
Tecnicamente la 260 W11 era piuttosto convenzionale: il telaio era in lamiera d'acciaio stampata con sospensioni ad assale rigido e molle a balestra. I freni erano meccanici a tamburo sulle quattro ruote. Il cambio era a 3 marce, ma sulle versioni W11S era possibile ottenere una marcia supplementare che agiva da overdrive. La frizione era monodisco a secco. Il robusto motore M11 da 2.6 litri era in grado di erogare fino a 50 CV e di spingere la vettura a velocità comprese fra gli 85 e i 90 km/h.
Durante il suo arco di produzione, la 260 W11 fu proposta in diverse versioni: accanto alla versione base, venne per esempio lanciata nel 1933 la versione a passo allungato, con carrozzeria limousine a 6 posti. Già nel 1930, poi, vi furono migliorie tecniche al motore, passato a 53 CV.
La produzione della 260 cessò nel 1934 con un totale di 6.807 esemplari in totale.

### Mercedes-Benz Typ 260 Kübelwagen
Durante la produzione della Typ 260 W11, venne avviato anche il progetto W11 III, destinato alla produzione di una camionetta militare per uso fuoristradistico. Tale veicolo, denominato Typ 260 Kübelwagen, utilizzava lo stesso telaio e la stessa meccanica delle normali 260 e venne utilizzato per le forze militari tedesche.
La W11 III venne prodotta fino al 1930, anno in cui venne rimpiazzata dalla W11 IV, dotata di piccole migliorie meccaniche introdotte anche nelle normali autovetture, come il motore portato da 50 a 53 CV di potenza massima.
In entrambi i casi, le prestazioni non erano molto dissimili tra loro: la velocità massima raggiungeva fino a 90 km/h, ma in alcune versioni particolari vi furono modifiche particolari in grado di spingere la vettura fino a 110 km/h.
In totale ne furono prodotti 3.530 esemplari, di cui 1.507 W11 III e 2.023 W11 IV.

### Mercedes-Benz W37
Poco dopo il lancio delle Typ 260, venne avviato anche il progetto W37, dal quale prese forma un veicolo commerciale, il Typ 260 L750, realizzato sul telaio a passo lungo che in seguito sarebbe stato utilizzato per la Typ 260 Lang. Tale telaio venne anche opportunamente irrobustito, data la gravosità del compito che era chiamato a svolgere. Il motore era ovviamente lo stesso, ma in questo caso la massa del veicolo aumentò notevolmente e le prestazioni si ridussero notevolmente. La velocità massima del Typ 260 L750 raggiungeva i 65 km/h. Questo furgone fu utilizzato prevalentemente per il servizio postale tedesco e venne prodotto fino al 1933.

### Mercedes-Benz W137
Dal progetto W37 venne a sua volta originato il progetto W137, volto alla realizzazione di un furgone dalla maggior capacità di carico e dalla maggior robustezza. Questo furgone fu il Typ 260 L1000, dove il 1000 indicava il massimo carico utile espresso in kg.
Questo furgone venne utilizzato fino al 1936, due anni dopo l'uscita di produzione delle normali Typ 260.